# 蝎虎座DI
蝎虎座DI（DI Lacertae），也称1910年蝎虎座新星，是一颗位于蝎虎座的新星，1910年爆发。爆发时最亮视星等为4.6等，之后37天下降3等，现在的亮度为14等。
蝎虎座DI是由英国天文学家Thomas Henry Espinell Compton Espin首先观测并报告的。

## 天球坐标
- 赤经：22h 35m 47s.98
- 赤纬：+52° 42' 57".7